# Центральный (стадион, Казань)
Центра́льный стадио́н (тат. Үзәк стадион) — домашний стадион футбольного клуба «Рубин», расположенный в Казани у площади Тысячелетия. В комплексе со стадионом расположен крытый футбольно-легкоатлетический манеж.

## История
Архитектор стадиона — В. Е. Портянкин.
Первоначальное название стадиона — «Центральный стадион имени В. И. Ульянова-Ленина». Он был введён в эксплуатацию 25 июня 1960 года и вмещал 30 000 зрителей.
Первый матч на нём состоялся 21 августа 1960 года: казанский футбольный клуб «Искра» принимал команду «Металлург» из Каменска-Уральского. Игра завершилась со счётом 4:1 в пользу хозяев.
В 1962—1967 годах стадион также являлся домашней ареной хоккейной команды «Спортивный клуб имени Урицкого» (ныне — хоккейный клуб «Ак Барс»).
В 2001—2005 годах стадион частично реконструировался.
В 2005—2007 годах при стадионе был построен футбольно-легкоатлетический манеж. Он был открыт 29 августа 2007 года.
В 2010 году Центральный стадион был сертифицирован УЕФА как стадион третьей категории.
Кроме того, в рамках подготовки к проведению Летней Универсиады 2013 года, в 2012 году осуществлялась реконструкция Центрального стадиона и футбольно-легкоатлетического манежа, предусматривающая расширение автостоянки с 90 до 250 машиномест, замену кровли, замену беговых дорожек и дренажной системы, устройство секторов для прыжков, метания молота, метания диска и толкания ядра, ремонт подтрибунных помещений и оснащение их новыми коммуникациями. Из-за реконструкции Восточной трибуны вместимость стадиона убавится и составит 25 400 мест.
Также стадион был реконструирован в 2024 году, в рамках подготовки к проведению Игр БРИКС. Вместимость стадиона была уменьшена до 15 000 мест.

## Матчи сборной России по футболу
| 6 сентября 2013                                | \| Россия \| 4 : 1 \| Люксембург \| \| Кокорин 1′, 36′ · Кержаков 60′ · Самедов 90+3′ \| Голы \| Жоаким 90′ \| | Стадион: Центральный, Казань Зрителей: 18 525 Судья: Бобби Мадден |
| Россия                                         | 4 : 1 | Люксембург                                                        |
| Кокорин 1′, 36′ · Кержаков 60′ · Самедов 90+3′ | Голы | Жоаким 90′                                                        |

## Использование комплекса
Центральный стадион служит для проведения футбольных матчей чемпионатов России среди команд премьер-лиги, Лиги Чемпионов, Лиги Европы, а также для проведения соревнований по лёгкой атлетике разного масштаба.
На Центральном стадионе прошёл легкоатлетический турнир Летней Универсиады 2013 года.
На стадионе и манеже организуются учебно-тренировочные занятия ДЮСШ «Ак Буре» по лёгкой атлетике, ДЮСШ № 1 по спортивной гимнастике, СДЮСШОР «Рубин».

## Основные характеристики комплекса
Центральный стадион:
- Размер поля — 110×73 м, разметки — 105×68 м[2].
- Освещение поля — 1385 люкс.
- Травяной покров — Motomatic (Швейцария).
- Количество трибун — 4.
- Полностью оборудован пластиковыми сидениями.
- VIP-ложи — 133 места
- Видеотабло — цветное.
- Беговые дорожки — 8 круговых дорожек по 400 м и 2 прямые дорожки.
- Сектора для прыжков.
- Спортивные залы — гимнастический и игровой.

Футбольно-легкоатлетический манеж Центрального стадиона:
- Размер манежа — 178×91,24 м.
- Высота — 24 м.
- Размер поля — 105×68 м.
- Освещение футбольного поля — 500 люкс.
- Покрытие поля — искусственное Prestige XМ (Evolution) (Франция).
- Вместимость телескопических трибун — 1100 человек.
- Беговые дорожки — 5 четырёхсотметровых и 7 стометровых дорожек.
- Сектора для прыжков и для толкания ядра, яма для стипльчеза.

## Внутренние помещения стадиона
На первом этаже Западной трибуны размещены раздевалки для спортсменов, административные помещения, комнаты медицинского обслуживания и допинг-контроля, цех-оранжерея по восстановлению травяного покрытия футбольного поля и стоянки обслуживающей техники.
На первом этаже подтрибунного пространства Восточной части стадиона, выходящего фасадом на площадь Тысячелетия (Ярмарочную площадь) и Казанский кремль, размещены торговые ряды и билетные кассы, второй этаж занимает обходная застеклённая галерея с видом на кремль.
На втором этаже размещаются два тренировочных зала размером 30×21 м, детский гимнастический зал, залы аэробики и буфеты для зрителей. Помещения верхнего уровня занимают кафе, бары, казино и VIP-зона.
В 2013 году на стадионе был открыт первый клубный магазин «Рубина».